# Bonne af Luxemburg
Bonne af Luxemburg (også Bona eller Jutta) (20. maj 1315 – 11. september 1349) var fransk kronprinsesse og hertuginde af Normandiet. Hun var datter af dronning Elisabeth af Bøhmen (1292 – 1330) og kong Johan den Blinde af Bøhmen (1296 – 1346). 
Hun var søster til Karl 4. , konge af Bøhmen og tysk-romerske kejser. 

## Familie
Bonne var gift med Johan den Gode, der blev konge af Frankrig efter Bonnes død. De fik 11 børn, hvoraf de syv nåede at blive voksne. Blandt børnene var: 
- Karl 5. af Frankrig (1338–1380), der blev konge i 1364.
- Johan af Berry (1340–1416).
- Filip den djærve af Burgund (1342–1404), der blev far til Johan den Uforfærdede, hertug af Burgund og  farfar til Filip den Gode, hertug af Burgund.
- Isabelle (1348–1372), der blev mormor til Ludvig af Valois, hertug af Orléans og oldemor til kong Ludvig 12. af Frankrig.